# Am Hammerkloth
Am Hammerkloth ist eine Ortslage im Norden der bergischen Großstadt Wuppertal.

## Lage und Beschreibung
Die Ortslage befindet sich im Osten des Wohnquartiers Uellendahl-Ost im Stadtbezirk Uellendahl-Katernberg westlich des Waldstücks Hundsbusch auf einer Höhe von 264 m ü. NHN an der heutigen Kurt-Schumacher-Straße. Die heutige Straße Am Hammerkloth berührt dagegen den ursprünglichen Wohnplatz nicht, da deren nördlicher, den Wohnplatz berührender Abschnitt 1967 in Kurt-Schumacher-Straße umbenannt wurde.
Benachbarte Ortslagen, Hofschaften und Wohnplätze sind Uellendahl, Uellendahler Brunnen, Am Deckershäuschen, Am Hundsbusch, Am Neuen Haus, Am Hartkopfshäuschen, Leyenfeld, In den Siepen, Hagebeck, Soltenkopf, Am Neuen Sültekop, Am Sonnenschein und Röttgen.
Am Hammerkloth ist als eigenständiger Wohnplatz heute nicht mehr wahrnehmbar, die ursprüngliche Siedlungsstelle ist in der weitgehend geschlossenen Bebauung des Wohnquartiers Uellendahl-Ost aufgegangen und wurde von der Mehrfamilienhaussiedlung an der Kurt-Schumacher-Straße und der Gemeinschaftsgrundschule Uellendahl überbaut.

## Etymologie und Geschichte
Hamm / Ham besitzt die Bedeutung eingefriedetes Land bzw. mit Gräben umfasstes Weideland, Kloth / Klot bezeichnet eine Erhöhung, einen Hügel.
Im 19. Jahrhundert gehörte Am Hammerkloth zur Uellendahler Rotte der Oberbürgermeisterei Elberfeld. Der Ort ist auf der Preußischen Uraufnahme von 1843 als Brechlefeld beschriftet, auf dem Wuppertaler Stadtplan von 1930 mit Am Hammerkloth. Adressbücher ab 1850 nennen abwechselnd die Schreibweise Hammerkloth und Am Hammerkloth.
1815/16 werden 12 Einwohner gezählt. Der laut der Statistik und Topographie des Regierungsbezirks Düsseldorf 1832 als Kotten kategorisierte Ort wurde als am Hammerkloth bezeichnet und besaß zu dieser Zeit zwei Wohnhäuser und drei landwirtschaftliche Gebäude. Zu dieser Zeit lebten 13 Einwohner im Ort, alle evangelischen Glaubens.
In den 1950er Jahren fiel der Wohnplatz wüst, alle Gebäude wurden abgetragen. In den 1960er Jahren wurde die südlich von Am Hammerkloth vorbeiführende Hans-Böckler-Straße neu trassiert und das Umfeld mit der Mehrfamilienhaussiedlung an der Kurt-Schumacher-Straße bebaut. Die Hofstelle selbst wurde in den 1970er Jahren mit der Grundschule bebaut.